# NGC 464
NGC 464 is een dubbelster in het sterrenbeeld Andromeda. Het hemelobject werd in 1882 ontdekt door de Duitse astronoom Ernst Wilhelm Leberecht Tempel. In hedendaagse sterrenatlassen zoals Uranometria 2000.0 van Wil Tirion staat dit object vermeld als een extragalactisch stelsel.